# Escuela Normal de Copiapó
La Escuela Normal de Copiapó fue fundada el 10 de julio de 1905 (119 años), con el nombre de Escuela Normal de Preceptores de Copiapó. Inició sus actividades bajo la dirección de Rómulo José Peña Maturana, atendiendo a 50 alumnos en dos cursos. Rómulo José Peña Maturana, fue el educador más ilustre y preparado de Atacama. Sus estudios superiores los cursó en Alemania, cuyas enseñanzas plasmó primero en el Liceo de Hombres de Copiapó (creado en 1865), y luego en la Escuela Normal, de la que fue su primer Director. En 1894 toma a su cargo la asignatura de alemán en el Liceo de Hombres. En ese mismo Liceo, en 1897 Rómulo J. Peña, crea el curso de esteganografía (disciplina en la que se estudian y aplican técnicas que permiten el ocultamiento de mensajes u objetos, dentro de otros, llamados portadores, de modo que no se perciba su existencia), según las metodologías que aprendiera en Alemania, en la Universidad de Leipzig, siendo discípulo de Paul Barth. En la Escuela Normal, estableció un gabinete bastante complejo y pionero en Chile de psicología experimental, para medir la inteligencia, el vigor intelectual y la resistencia física del alumnado, para calificarlos científicamente. Creó también la República Escolar, régimen de educación autónoma dentro de la Escuela. Para facilitar el aprendizaje de la Enseñanza, tradujo del alemán la obra titulada “Elementos de Pedagogía y Didáctica” de Paul Barth. [Paul Barth (1858-1922), según la Enciclopedia Británica, fue filósofo y sociólogo alemán, profesor de filosofía y educación en Leipzig desde 1897. Filosofía de la Historia de Hegel y los hegelianos (1896) y Filosofía de la Historia de la Sociología (1897) son sus obras más influyentes.]. 
La Escuela Normal fue clausurada en 1927, cuando el General Carlos Ibáñez del Campo decretó la reforma integral de la Educación, que tocó a todos los niveles educativos, desde el preescolar hasta el universitario. La Escuela Normal fue reabierta en 1943, siendo Presidente de la República, el radical Juan Antonio Ríos Morales. El nuevo Director de la escuela Normal en 1943, fue Abraham Sepúlveda Pizarro hasta 1973. Abraham Sepúlveda Pizarro nació en 1896, estudió en la Escuela Normal de Santiago. Su misión de divulgador didáctico, lo llevó a escribir el texto “Manual del Profesor Primario”. Abraham Sepúlveda Pizarro hizo también la escuela que lleva su mismo nombre, ubicada en la Comuna de Copiapó, Región de Atacama la que hoy imparte clases de enseñanza básica.
En la Universidad de Atacama se encuentra dispuesta una placa honorífica de la Escuela Normal (junto a la de la ex Escuela de Minas) y uno de sus campos lleva por nombre Rómulo J. Peña.